# Stazione di Gavardo
La stazione di Gavardo fu una stazione ferroviaria della Rezzato-Vobarno a servizio dell'omonimo comune.

## Storia
L'impianto fu aperto al servizio pubblico il 16 maggio 1897, assieme al primo tronco Rezzato-Tormini.
La stazione seguì tutte le vicende societarie della linea ferroviaria: fino al 1904 fu gestita dalla Società Anonima per la ferrovia Rezzato-Vobarno e Valle Sabbia (FRVVS), dal 1904 al 1909 dalla Società Anonima per la Ferrovia Rezzato-Vobarno-Caffaro, quindi dalla provincia di Brescia fino alla prima guerra mondiale, quando l'esercizio passò alle Ferrovie dello Stato (FS). Nel 1921, fu ceduta dalla provincia alla Società Elettrica Bresciana (SEB), che gestiva la rete tranviaria extraurbana di Brescia. Nel 1930, la SEB costituì una nuova società anonima, la Ferrovia Rezzato-Vobarno (FRV), che prese in carico la gestione della linea.
Dal 23 agosto 1931 fino al 10 luglio 1954, la stazione fu servita anche dalle corse della tranvia Brescia-Salò i cui treni furono instradati sulla linea ferroviaria, tra Virle Treponti a Tormini Stazione, per liberare la statale Gardesana Occidentale dai binari della linea del tram. Il servizio passeggeri ferroviario fu mantenuto fino alla seconda guerra mondiale.
Rimase attiva al servizio merci fino alla chiusura della linea ferroviaria, il 23 marzo 1968. Fu utilizzata come deposito degli autobus della Società Italiana Autoservizi (SIA) per qualche anno.

## Strutture e impianti

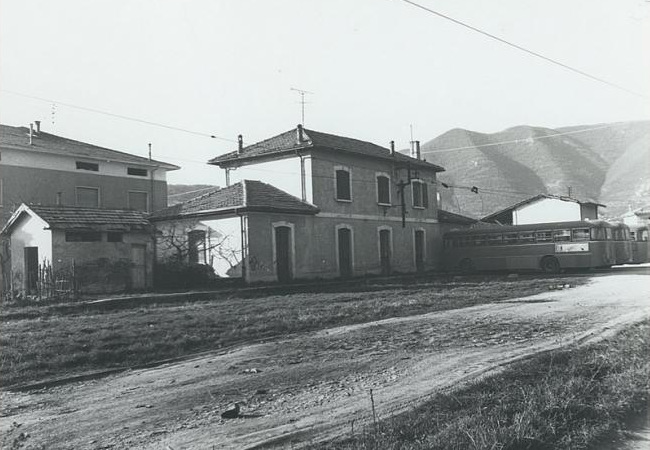
Il fabbricato viaggiatori nel 1975

Il fabbricato viaggiatori ha la stessa forma di altre stazioni della ferrovia, come quello di Nuvolera e di Tormini Scalo, a due livelli fuori terra e pianta rettangolare. Tuttavia, presenta ai lati due corpi di fabbrica a un piano.
Il piazzale era composto da un binario di raddoppio, dalla capacità di ventuno carri, e da uno di scalo per scarico diretto, lungo 221,50 m. Il tracciato della ferrovia è stato riutilizzato per le strade comunali denominate via della Ferrovia e viale Orsolina Avanzi, mentre il piazzale della stazione è diventato piazza Aldo Moro.

## Movimento
La stazione fu servita dai treni accelerati e misti della Rezzato-Vobarno Ferriera. Dal 1931 al 1954, si aggiunsero le corse tranviarie della Brescia-Salò.